# Dichagyris anastasia
Dichagyris anastasia är en fjärilsart som beskrevs av Max Wilhelm Karl Draudt 1936. Dichagyris anastasia ingår i släktet Dichagyris och familjen nattflyn. Inga underarter finns listade i Catalogue of Life.